# David Savard
David Savard (* 22. Oktober 1990 in Saint-Hyacinthe, Québec) ist ein ehemaliger kanadischer Eishockeyspieler. Der Verteidiger bestritt zwischen 2011 und 2025 über 800 Partien in der National Hockey League (NHL), wobei er für die Columbus Blue Jackets, Tampa Bay Lightning und Canadiens de Montréal auflief. Dabei gewann er mit den Lightning in den Playoffs 2021 den Stanley Cup. Mit der kanadischen Nationalmannschaft errang er zudem bei der Weltmeisterschaft 2015 die Goldmedaille.

## Karriere

### Juniorenkarriere
David Savard begann seine Juniorenkarriere beim Drakkar de Baie-Comeau in der Ligue de hockey junior majeur du Québec (LHJMQ). Nach 35 Spielen für die Mannschaft, in denen ihm ein Tor und sechs Assists gelungen waren, wurde er zu den Moncton Wildcats in die Nachbarprovinz New Brunswick transferiert. Dort konnte er sich allerdings zunächst nicht im Team etablieren. Am Ende der Saison hatte Savard kein einziges Tor erzielt und verzeichnete eine Plus/Minus-Bilanz von −19.
In der Saison 2008/09 konnte er sich schließlich einen Stammplatz im Kader der Wildcats erarbeiten. Im Laufe der Saison erzielte er 44 Scorerpunkte und konnte seine Plus/Minus-Bilanz auf +29 verbessern. Gleichzeitig gelang den Wildcats durch den Gewinn der Division Atlantique auch der Einzug in die Playoffs, wo sie allerdings in der zweiten Runde scheiterten. Im NHL Entry Draft 2009 wurde Savard in der vierten Runde an insgesamt 94. Position von den Columbus Blue Jackets ausgewählt.
In der folgenden Saison wurde Savard zum Assistenzkapitän der Mannschaft ernannt. Erneut konnte er seine Leistungen gegenüber der Vorsaison steigern und verzeichnete insgesamt 77 Punkte, womit er die Verteidigerstatistiken der Liga anführte. Dabei gelang es Savard im Januar 2010 unter anderem, in 16 aufeinander folgenden Spielen jeweils mindestens einen Punkt zu erzielen. Mit 64 Assists war er zudem der beste Vorlagengeber der Saison. Mit beiden Werten stellte er jeweils Verteidigerrekorde im Franchise der Moncton Wildcats auf. Als drittbestes Team der Liga gelang den Wildcats erneut der Einzug in die Playoffs, wo sie mit nur drei Niederlagen bis ins Finale vordrangen. Dort traf die Mannschaft auf die Saint John Sea Dogs, der besten Mannschaft der regulären Saison. Mit sieben Assists in der Finalserie war Savard wesentlich am 4:2-Sieg gegen die Sea Dogs und damit dem Gewinn des Coupe du Président beteiligt. Seine Plus/Minus-Bilanz von +20 in den Playoffs war außerdem Ligabestwert. Durch den Titelgewinn waren die Wildcats auch für den Memorial Cup 2010 qualifiziert, wo sie allerdings nach drei Niederlagen in der Vorrunde ausschieden. Savard gelangen im Laufe des Turniers ein Tor und ein Assist.
Nach der Saison wurde Savard für seine Leistungen mit dem Trophée Kevin Lowe für den besten defensiven Verteidiger und dem Trophée Émile Bouchard für den besten Verteidiger der Liga ausgezeichnet. Bei der Wahl zum Defenceman of the Year der Dachorganisation CHL setzte er sich daraufhin gegen die besten Verteidiger aus den anderen beiden kanadischen Juniorenligen, Jake Muzzin aus der Ontario Hockey League und Tyson Barrie aus der Western Hockey League, durch.

### Profikarriere

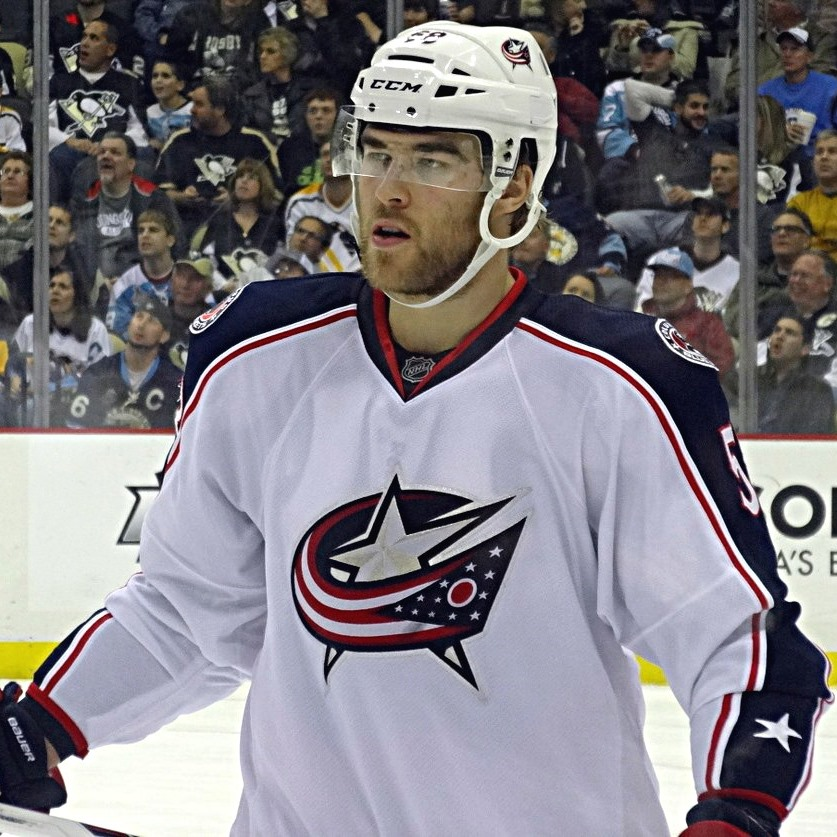
Savard im Trikot der Blue Jackets (2013)

Im Juni 2010 unterzeichnete der Verteidiger einen Einstiegsvertrag über drei Jahre mit den Columbus Blue Jackets. Zunächst spielte er allerdings beim Farmteam der Blue Jackets, den Springfield Falcons in der American Hockey League.
In der Saison 2010/11 war Savard der zweitjüngste Spieler im Kader der Falcons. Sein erstes Tor im Profibereich erzielte er am 17. Dezember 2010 beim Spiel gegen die Bridgeport Sound Tigers. Insgesamt stand er 72 Spiele für Springfield auf dem Eis und war mit 32 Assists der beste Vorlagengeber der Mannschaft. Außerdem erzielte er 43 Scorerpunkte, mehr als alle anderen Verteidiger der Falcons. Allerdings verpasste die Mannschaft deutlich die Playoffs.
Vor Beginn der NHL-Saison 2011/12 wurde David Savard erstmals in den Kader der Columbus Blue Jackets berufen. Sein erstes Spiel in der NHL bestritt er am 7. Oktober 2011 bei der Saisoneröffnung gegen die Nashville Predators. Eine Woche später gelang ihm gegen die Dallas Stars sein erster Scorerpunkt, als er in ein Tor von Václav Prospal vorbereitete. Sein erstes Tor in der NHL erzielte Savard in seinem 18. Spiel. Beim 3:1-Sieg gegen die Minnesota Wild traf er mit einem Schlagschuss von der blauen Linie zur 1:0-Führung und wurde auch zum First Star des Spiels gewählt. Im Laufe der Saison wechselte er allerdings mehrmals zwischen der NHL und der AHL hin und her. Somit kam er auf 31 Spiele in Columbus und 44 Einsätze in Springfield. Dort gelangen ihm 22 Punkte, womit er der zweitbeste Verteidiger der Falcons war.
Mit Beginn der Saison 2013/14 stand Savard fest im NHL-Aufgebot der Blue Jackets. Darüber hinaus gewann er bei der Weltmeisterschaft 2015 die Goldmedaille mit der Nationalmannschaft.
Nach über zehn Jahren in der Organisation der Blue Jackets wurde der Kanadier kurz vor der Trade Deadline im April 2021 zu den Tampa Bay Lightning transferiert. Columbus übernahm dabei weiterhin die Hälfte von Savards Gehalt und erhielt im Gegenzug ein Erstrunden-Wahlrecht für den NHL Entry Draft 2021 sowie ein Drittrunden-Wahlrecht für den NHL Entry Draft 2022. Um zusätzliches Gehalt gegenüber dem Salary Cap einzusparen, wurde er jedoch zuvor kurzzeitig zu den Detroit Red Wings transferiert, die erneut die Hälfte (effektiv also 25 %) seines Salärs übernahmen und dafür ein Viertrunden-Wahlrecht im Draft 2021 von Tampa erhielten. Darüber hinaus übernahmen die Lightning, die somit nur 25 % des Gehalts selbst tragen müssen, den Vertrag von Brian Lashoff, der jedoch beim Farmteam der Red Wings in Grand Rapids verbleiben soll. Zum Zeitpunkt seines Weggangs hatte kein Abwehrspieler in der Geschichte der Blue Jackets mehr Partien für das Team absolviert als er (597). Mit Tampa gewann Savard in den folgenden Playoffs 2021 prompt den Stanley Cup, wobei es für die Lightning der zweite in Folge war. Anschließend verließ der Verteidiger das Team wieder, indem er sich im Juli 2021 als Free Agent den Canadiens de Montréal anschloss. Dort unterzeichnete er einen Vierjahresvertrag mit einem Gesamtvolumen von 14 Millionen US-Dollar.
Nach Erfüllung dessen verkündete Savard im Anschluss an die Saison 2024/25 das Ende seiner aktiven Karriere. Insgesamt hatte er 870 NHL-Partien bestritten und dabei 242 Scorerpunkte verzeichnet.

## Erfolge und Auszeichnungen
| - 2010 Trophée Kevin Lowe - 2010 Trophée Émile Bouchard - 2010 CHL Defenceman of the Year - 2010 LHJMQ First All-Star-Team | - 2010 Coupe-du-Président-Gewinn mit den Moncton Wildcats - 2015 Goldmedaille bei der Weltmeisterschaft - 2021 Stanley-Cup-Gewinn mit den Tampa Bay Lightning |

## Karrierestatistik

### International
Vertrat Kanada bei:
- Weltmeisterschaft 2015

(Legende zur Spielerstatistik: Sp oder GP = absolvierte Spiele; T oder G = erzielte Tore; V oder A = erzielte Assists; Pkt oder Pts = erzielte Scorerpunkte; SM oder PIM = erhaltene Strafminuten; +/− = Plus/Minus-Bilanz; PP = erzielte Überzahltore; SH = erzielte Unterzahltore; GW = erzielte Siegtore; 1 Play-downs/Relegation; Kursiv: Statistik nicht vollständig)